# O Judoka
O Judoka foi o nome uma revista em quadrinhos da Editora Brasil-America (EBAL) publicada entre 1969 e 1973, inicialmente a revista era estrelada pelo Mestre Judoca (publicado na EBAL com o nome de Judô-Master), personagem da Charlton Comics (atualmente pertencente a DC Comics), porém a revista original do Mestre Judoca da Charlton Comics foi cancelada nos EUA após dez edições, a solução sugerida por Adolfo Aizen foi a criação de uma nova série de história em quadrinhos criada por Pedro Anísio e Eduardo Baron.
Semelhante ao que aconteceu no Reino Unido, quando a editora Fawcett Comics cancelou o  Capitão Marvel, a editora britânica L. Miller & Sons,Ltd pediu ao quadrinista Mick Anglo que criasse o Marvelman (depois renomeado como Miracleman).

## O Judoka brasileiro

### Criação
A cidade de São Paulo estava passando por uma forte imigração asiática. As artes marciais passaram a ser aceitas socialmente ao ponto de se tornarem um mercado, que passou a ser explorado pelos meios de comunicação em geral. O Brasil também estava passando por uma ditadura militar, e há suspeitas de que a Ebal mantinha fortes laços com o governo, já que a mesma chegou a publicar propaganda pró-governo na própria revista do Judoka.
A Ebal publicou em 1969 a revista O Judoka, que trazia as aventuras do Judô-Master, um sargento americano em plena guerra fria que lutava contra o exército chinês. Porém, a Ebal mudou a nação inimiga para o Japão. Mesmo podendo se tratar de um erro de tradução, especula-se que isso seja um reflexo do tratamento do governo brasileiro para com os imigrantes japoneses e a abertura de espaço para os descendentes desses imigrantes, que mantinham relações com as pessoas que lutavam pela redemocratização. Nota-se que mesmo a revista retratando os japoneses como os inimigos, ela também dava espaço para o boletim informativo judô notícias.
Com o cancelamento do quadrinho original nos Estados Unidos, Adolfo Aizen sugere um remodelamento completo da revista, que passaria a trazer histórias de um herói nacional. Houve uma mudança significativa no argumento. O herói não era um soldado, mas um estudante que trazia consigo as cores da bandeira nacional. Os japoneses agora passaram a ser retratados como aliados.
Carlos da Silva, o protagonista das novas histórias, foi criado para retratar o modelo ideal do adolescente no imaginário popular. Ele trabalha no atelier do tio de dia e estuda de noite, enquanto sonha entrar na faculdade de arquitetura.

### Revista
A origem do Judoka é similar a do Mestre Judoca da Charlton, Carlos da Silva é um jovem que salva um senhor de ser atropelado por um caminhão, logo descobre que esse homem é o shihan (mestre) em judô Minamoto, que em agradecimento decide lhe ensinar as técnicas do judô, Carlos se torna o Judoka, com o tempo Lúcia, namorada do herói também passou a treinar Judô e lutar a seu lado.
Em maio de 1970, o Judoka e sua namorada Lúcia aparecem na edição especial da Epopéia, intitulada "Chamada Geral", a revista comemorativa dos 25 anos da EBAL apresenta um crossover entre vários personagens publicados pela EBAL desde sua fundação, essa foi a única vez que Eugênio Colonnese desenhou esses personagens. Em Irma La Dolce, publicada em O Judoka #27 (Junho de 1971), Floriano Hermeto de Almeida Filho se inspirou no quadrinhista americano Jim Steranko, que produziu histórias do Nick Fury da Marvel Comics, chegando a incluir o personagem na história. Apesar disso, o personagem nunca mais teve histórias publicadas pela editora.
Após perder a licença das histórias de Shang Chi, O Mestre do Kung Fu da Marvel Comics (que passaram a ser publicadas pela Bloch Editores), que eram publicadas na revista Kung Fu (inspirada na revista The Deadly Hands of Kung Fu da Marvel), a EBAL usou a mesma estratégia usada com o Judoka, Hélio do Soveral criou  Kung Fu, uma personagem inspirado nas feições do ator David Carradine (estrela da série Kung Fu para a revista de mesmo nome, que inspirou Steve Englheart e Jim Starlin na criação de Shang-Chi). Assim como o Judoka, após o término da revista homônima, Kung Fu não teve mais histórias publicadas.
O nome Judoka foi usado no título O Judoka Apresenta em formatinho, a revista que trazia histórias das revistas Richard Dragon, Kung Fu Fighter!  e Karate Kid da DC Comics.
Em junho de 2018, foi lançado um projeto de financiamento coletivo no site Catarse para publicar um álbum com as cinco histórias produzidas por Floriano Hermeto de Almeida Filho, além de uma entrevista com o autor, um panorama histórico e cultural da época e 15 páginas inéditas. Em outubro do mesmo ano, foi anunciado que a Avec Editora irá publicar o livro. Em 2023, a Avecp publicou uma edição encadernada com histórias por Eduardo Baron.

## Adaptação

### Cinema
Carlos salva o mestre japonês Minamoto que resolve lhe ensinar técnicas de judô e torna-se o herói Judoka.
Elenco
- Pedro Aguinaga como Carlos/O Judoka
- Elizângela como Lúcia
- Eiichi Iwata como Mestre Minamoto
- Walter Schilke como Professor

- Fernando José como Marcos Antunes

- Marcus Alvisi como Ricardão

- Margaret Bittar como Sininho

- Maria Pompeu como Tia Lilú
- Carlos Aquino como Beltrão